# Плазмафарез
Плазмафаре́з (дав.-гр. πλάσμα — плазма, щось формоване; дав.-гр. ἀφαίρεσις — афарезіс, виведення геть; також плазмаферез, плазмафорез, плазмоферез, плазмофорез, плазмоцитофорез) — це виведення, обробка (лікувальна) і повернення, або обмін плазми крові чи компонентів плазми, з- та у кровообіг. Таким чином, це екстракорпоральна терапія (медична процедура, що виконується поза організмом).

## Історія
Плазмафарез був розроблений доктором Д. А. Гріфолсом Лукасом (англ. Dr José A. Grifols Lucas) в 1950—1951 роках. Гріфолс виявив, що плазмафарез дозволив донорам частіше дарувати, не порушуючи свого здоров'я, і це дало можливість більш ефективно реагувати на попит щодо плазми. Гріфолс випробував техніку на собі, і, як тільки він підтвердив, що техніка нешкідлива, почав практикувати її на добровольцях і поступово вдосконалював її. Лікар презентував результати своєї роботи в 1951 році на четвертому Міжнародному конгресі з переливання крові в Лісабоні, а в 1952 році опублікував їх у British Medical Journal. Майкл Рубінштейн був першою людиною, яка застосувала плазмафарез для лікування імунного розладу, коли він «врятував життя підліткового хлопчика з тромботичною тромбоцитопенічною пурпурою (англ. TTP) у Cedars-Sinai в Лос-Анджелесі в 1959 році».
Сам процес сучасного плазмоферезу зародився в «Національному інституті раку США 1961—1968, дослідники спиралися на стару технологію сепарації молочних вершків, яка була вперше використана в 1878 році і удосконалена центрифугою Едвіна Кона, котра появилась на ринку в 1953 році» («Дзвін Кона»).

## Види
Можна виділити три загальні типи плазмафарезу:
- Аутологічний
- Обмінний
- Донорський

Аутологічний, виведення плазми крові, очищення і/чи лікування певним чином і повернення її тій же людині(донору), розглядається як терапія.
Обмінний (замінний), виведення плазми крові та обмін її з продуктами крові, які будуть передані реципієнту. Цей тип називається плазмообмінним (англ. PE, PLEX, PEX) або плазмообмінною терапією (англ. PET). Вилучену плазму відкидають і пацієнт отримує замісну донорську плазму, альбумін або комбінацію альбуміну і фізіологічного розчину (кількісне співвідношення становить зазвичай 70 % альбуміну і 30 % фізіологічного розчину). Одноразово не можна замінити більше ніж 30 % усієї плазми пацієнта, класично це 10-15 %. Проте, кількість плазми, яку можна вивести визначається індивідуально у кожному випадку.
Донорський, виведення плазми крові, розділення її компонентів і повернення деяких з них донору, зберігаючи решту, для використання продуктів крові, подарованих донором. У такій процедурі донорства плазми кров виводиться з організму, причому клітини крові та плазма відокремлюються, клітини крові повертаються донору, а плазма збирається і заморожується, щоб зберегти її для можливого використання як свіжозаморожену плазму (кріопреципітату) або як інгредієнт для виробництва різноманітних ліків.
За способом проведення, донорський  плазмаферез поділяється на:
- ручний (мануальний, седиментаційний (відстоювання))
- апаратний (автоматизований)[1]

За методикою виконання плазмафарез поділяють на:
- Фільтраційний
  - звичайне фільтрування (не застосовується)
  - мембранне фільтрування
  - каскадне фільтрування
- Центрифугальний (інколи гравітаційний)
- Комбінований мембранно-центрифугальний (обертова мембрана)

## Протипоказання
- Анемія II—III ст.
- Порушення згортання крові (зокрема, гемофілія)
- Порушення серцевого ритму
- Передінсультний та постінсультний, постінфарктний стани
- Тяжка гіпопротеїнемія
- Гіпертермія
- Гіповолемічний шок
- Тромбоцитопенія
- Деякі онкологічні захворювання

## Безпека
Апарати для плазмоферезу мають містити обов'язковий елемент медичної безпеки — захист від інфікування. Для цього передбачено використання одноразових стерильних комплектів до відповідного апарату, або рециркуляційний цикл з антисептиками.

## Покази
Думки вчених та практиків, щодо показів до плазмоферезу поділені на дві групи.
Перша, плазмоферез має критичні обмеження, і виправданим застосування є при:
- Тромбоцитопенічна пурпура
- Серпоподібна клітинна анемія
- хвороба Жуліана-Баре
- Гострий інтоксикаційний синдром; септико-токсичний шок

Друга, розширяє покази:

### Загальні
- алергічні захворювання
- аутоімунні захворювання:
  - ревматизм, ревматоїдний артрит
  - системний червоний вовчак
- гострі і хронічні запальні захворювання
- ендокринні захворювання: цукровий діабет, тиреотоксикоз;
- інфекційні захворювання: вірусні гепатити, герпесвірусні інфекції
- печінкова недостатність: цироз печінки, алкогольний і неалкогольний стеатогепатоз
- ниркова недостатність: гломерулонефрит, полікістоз нирок
- порушення обміну речовин
- судинна недостатність: стенокардія, атеросклероз
- інтоксикація
- токсикоз у вагітних
- передозування медичних препаратів

### Плазмафарезмає бути складовою комплексного лікування при
- ANCA-асоційований швикопрогресуючий гломерулонефрит (в тому числі гранулематоз Вегенера, гранулематоз з поліангіїтом)
- Синдром Гудпасчера (антитіла до гломерулярної базальної мембрани)
- Атиповий гемолітико-уремічний синдром (мутація гена комплементу, антитіла до фактору Н)
- Гостра запальна демієлінізуюча полінейропатія (синдром Гієна — Барре), після внутрішньовенного застосування імуноглобуліну
- Міастенія (гравіс, перед тимектомією)
- Парапротеїнемічні демієлінізуючі полінейропатії (IgG/IgA, IgM, множинна мієлома IgG/IgA/IgM)
- Сімейна гіперхолестеринемія
- Трансплантація нирки: несумісна за АВ0 (десенсибілізація, відторгнення), сумісна за АВ0 (десенсибілізація, відторгнення)
- Трансплантація печінки: несумісна за АВ0 з метою десенсибілізації або при відторгненні
- Тромботична мікроангіопатія обумовлена лікарськими засобами (тиклопідин, клопідогрель, циклоспорин/такролімус)
- Тромботична тромбоцитопенічна пурпура (англ. ТТР) / гемолітико—уремічний синдром
- Рецидивуючий фокальний і сегментарний гломерулосклероз у трансплантованій нирці (релапс у нирковому трансплантаті)
- Хвороба Вільсона (фульмінантний перебіг)
- Хронічна демієлінізуюча полірадикулопатія
- Гострий розсіяний енцефаломієліт (англ. ADEM)
- Хронічна демієлінізуюча поліневропатія
- Хвороба Грейвса у немовлят і новонароджених (дифузний токсичний зоб)
- Нейропатія, пов'язана з ВІЛ
- Синдром PANDAS (педіатричні аутоімунні нейропсихічні розлади асоційовані з стрептококовою інфекцією), хорея Сіденгама
- HELLP-синдром
- Синдром підвищеної в'язкості крові при моноклональних гаммапатіях (симптоматична або перед застосуванням ретуксимабу)
- Синдроми гіперв'язкості:
  - Кріоглобулінемія
  - Парапротеїнемія
  - Макроглобулінемія Вальденстрема
- Синдром Ламберта-Ітона (LEMS)
- Синдром Міллера-Фішера
- Синдром Opsoclonus-Myoclonus
- Антифосфоліпідний синдром (англ. APS або англ. APLS) та катастрофічний антифосфоліпідний синдром
- Синдром Бехчета
- Ідіопатичний фіброз легень
- Мікрополіангіїт
- Розсіяний склероз
- Нейромієліт оптичного нерва
- Пухирчатка звичайна
- Хвороба Рефсума (Синдром лейкодистрофії Рефсума)
- Рабдоміоліз
- Токсичний епідермальний некроліз (англ. TEN), синдром Лаєлла
- Поперечний мієліт

### Додатково, застосовуютьплазмафарезза неефективності основних методик лікування при
- Антитіла до потенціалозалежних калієвих каналів
- Аутоімунна гемолітична анемія (тяжкий перебіг)
- Гострі отруєння
- Дилятаційна кардіоміопатія, ідіопатична (NYHA II—IV)
- Кріоглобулінемія (тяжка, що супроводжується симптоматикою)
- Міастенічний синдром Ламберта-Ітона
- Системний червоний вовчак (крім люпус-нефриту, при тяжкому перебігу)
- Трансплантація кісткового мозку, АВ0 несумісна
- Трансплантація легень (відторгнення, бронхіоліт, облітеруючий синдром)
- Трансплантація серця (профілактика та лікування відторгнення, десенсибілізація)

### Плазмафарезможна застосовувати, з мінімальною ефективністю при
- Артрити різної етіології
- Атеросклероз
- Ревматизм
- Бронхіальна астма, кропивниця, вазомоторний риніт
- Гепатит, панкреатит, холецистит, коліт
- Клімакс
- Ожиріння
- Простатит, пієлонефрит
- Стан після тяжких травм, опіків, алкогольних інтоксикацій, хіміотерапії, тривалої антибактеріальної терапії тощо
- Урогенітальні інфекції (хламідіоз, мікоплазмоз, герпес, цитомегаловірус)
- Фурункульоз
- Цукровий діабет, аутоімунний тиреоїдит, гіпертериоз
- харчове несприйняття ?

## Побічні ефекти
Пацієнти можуть скаржитись на: запаморочення, нудоту, оніміння кінцівок та слабкість різного ступеня.
Об'єктивно, можливі:
- Артеріальна гіпотензія
- Кровотеча або гематома в місці введення голки чи катетера
- При довготривалому застосуванні однієї венозної голки чи катетера, можливе інфікування
- При замінному плазмафарезі, трансфузійні реакції, ризик інфікування гемоконтактними інфекційними хворобами (вірусні гепатити В, С, Д, ВІЛ-інфекція тощо)
- Пригнічення загального імунного статусу